# اوجوک-تونگ
اوجوک-تونگ (به لاتین: Ojok-tong) یک منطقهٔ مسکونی در کره شمالی است.